# Dichaetomyia reversa
Dichaetomyia reversa är en tvåvingeart som först beskrevs av Walker 1849.  Dichaetomyia reversa ingår i släktet Dichaetomyia och familjen husflugor. Inga underarter finns listade i Catalogue of Life.